# Würzburgi egyházmegye
A Würzburgi egyházmegye a római katolikus egyház egyik egyházmegyéje Németországban. A püspöki széke Würzburg városában található.

## Szomszédos egyházmegyék
- Freiburgi főegyházmegye (délnyugat)
- Mainzi egyházmegye (nyugat)
- Fuldai egyházmegye (észak)
- Erfurti egyházmegye (északkelet)
- Bambergi főegyházmegye (kelet)
- Rottenburg-Stuttgarti egyházmegye (dél)